# (2124) Nissen
(2124) Nissen es un asteroide perteneciente al cinturón de asteroides, descubierto el 20 de junio de 1974 por el equipo del Observatorio Félix Aguilar desde el Complejo Astronómico El Leoncito, Argentina.

## Designación y nombre
Designado provisionalmente como 1974 MK. Fue nombrado Nissen en honor al astrónomo Juan José Nissen.